# José Luis del Valle
José Luis del Valle-Iturriaga (Bilbao, 25 de agosto de 1901 - Madrid, 4 de noviembre de 1983) fue un abogado español que ocupó diversos puestos de responsabilidad en el ámbito jurídico y que fue, además, Presidente del Atlético de Madrid entre 1935 y 1936. Codirigió como entrenador un partido de la Selección Española de fútbol.

## Biografía
Nacido en Bilbao, José Luis del Valle-Iturriaga cursaría en Madrid sus estudios de Derecho, en la Universidad Central. En 1925 se incorporó al Colegio de Abogados de Madrid, del que fue decano entre 1964 y 1972 además de ocupar otros cargos de la responsabilidad en la junta de gobierno de Manuel Escobedo Duato.
En diciembre de 1964 fue elegido presidente del Consejo General de la Abogacía Española, cargo que ostentó desde 1965 a 1972.
Fue el primer español en presidir la Unión Internacional de Abogados (1971). Caballero de la Orden de Carlos III, fue igualmente galardonado con otros reconocimientos en Italia, Suecia o Marruecos.
El 20 de febrero de 1935 fue nombrado presidente del Athletic de Madrid, decidiendo organizar una gira por Sudamérica con vistas a recaudar fondos. Al considerarse aquel como un aspecto negativo en el físico de los jugadores que repercutiría en el descenso de categoría al finalizar la temporada 1935/36, Del Valle-Iturriaga presentó la dimisión de su cargo el 4 de mayo de 1936.
Posteriormente sería elegido vicepresidente de la Federación Castellana de fútbol. En 1955, y no habiendo un seleccionador nacional fijo, acompañó al que también sería presidente del Atlético de Madrid, Juan Touzón y a Ramón Melcón en el banquillo de la Selección en un Suiza-España de clasificación para el Mundial de 1958 que finalizó con la victoria española por cero a tres.